# Écluse de Gay
L'écluse de Gay est une écluse à bassins doubles sur le canal du Midi. Construite vers 1670, elle se trouve à 67,1 km de Toulouse à 159 m d'altitude. Les écluses adjacentes sont l'écluse du Vivier à l'est et les écluses de Saint-Roch, à l'ouest.
Elle est située sur la commune de Castelnaudary dans le département de l'Aude en région Occitanie.